# 일진 3
일진 3은 2019년에 개봉한 대한민국의 영화이다. 

## 캐스팅
- 이승용 : 박영호 역
- 변준우 : 황대천 역
- 유지용 : 강학수 역
- 이훈희 : 최상운 역
- 지웅배 : 진수 역
- 윤준호 : 찬호 역
- 김윤지 : 영호 모 역
- 송민경 : 황지영 역
- 오민준 : 최성원 역
- 장우준 : 준혁 역
- 이용훈 : 재호 역
- 박기훈 : 재룡 역
- 장우진 : 우진 역
- 박경훈 : 경훈 역
- 한규성 : 재성 역
- 김경환 : 민수 역
- 전재현 : 재현 역
- 장주영 : 주영 역
- 이하경 : 하경 역
- 이준규 : 학생 1 역
- 김기범 : 학생 2 역
- 김민우 : 복싱장 수강생 역
- 이중규 : 정비소 동료 역
- 송이현 : 식당 손님 1 역
- 민채령 : 식당 손님 2 역
- 김정분 : 신흥쌀상회 역
- 전병운 : 담양식당 역
- 박종환 : 담임선생님 역 (우정출연)
- 이선구 : 복싱장 관장 역 (우정출연)
- 이철민 : 사장님 역 (우정출연)